# Косарал (острів)

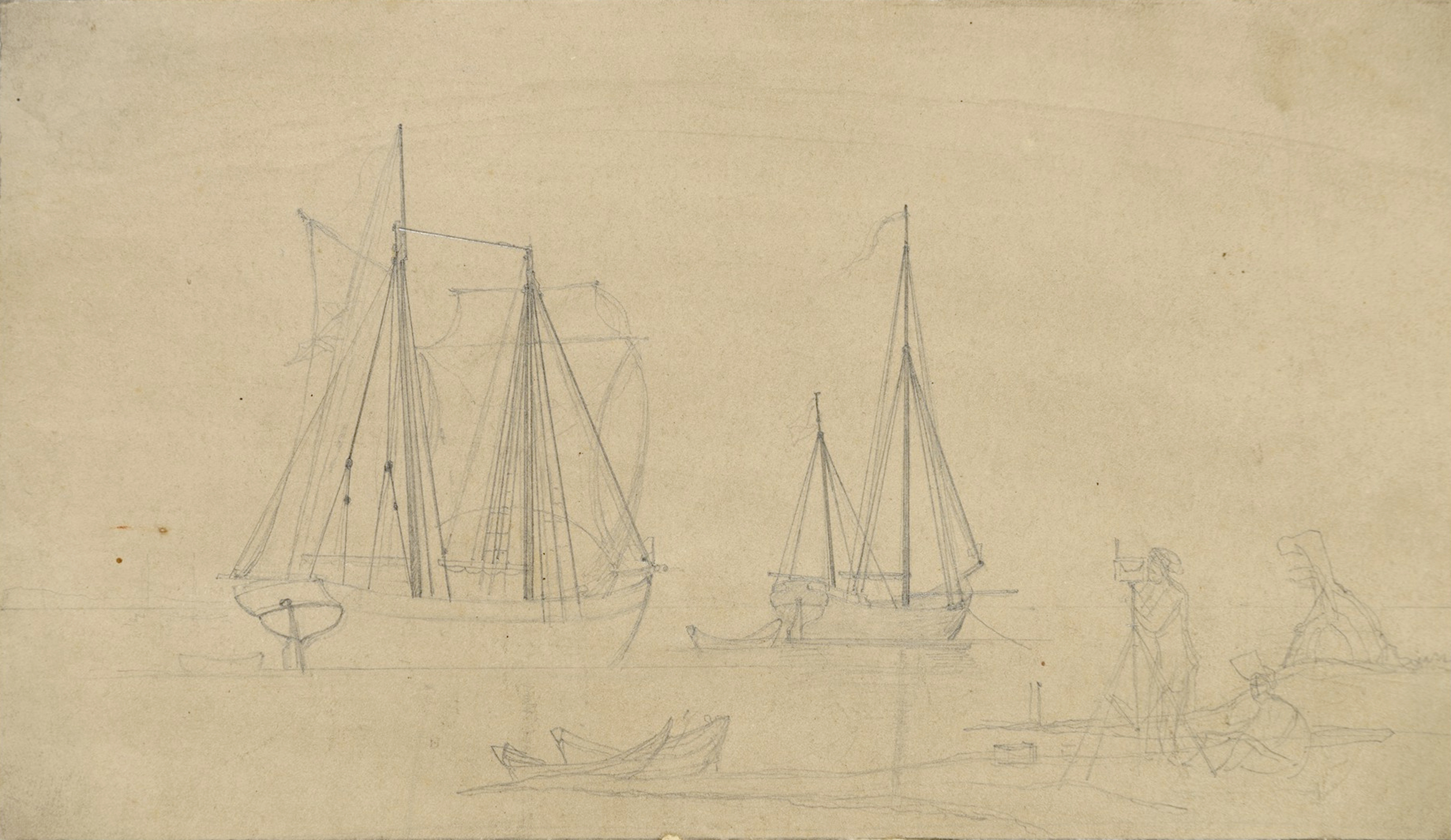
Тарас Шевченко. Шхуни біля гирла Сирдар’ї. </br> Топографічні роботи на Косаралі. Начерк. </br> 1848 - 1849

46°01′25″ пн. ш. 61°00′15″ сх. д. / 46.02361° пн. ш. 61.00417° сх. д.
Косара́л (застаріле — Кос-Арал) — острів у північно-східній частині Аральського моря, на якому перебував Тарас Шевченко під час роботи в Аральській описовій експедиції. На колишньому острові розташоване рибальське селище Каретерен. На Косаральській косі у середині 19 століття містилося Косаральське укріплення (форт).

## Історія перебування
Шевченко вперше прибув на Косарал 28 липня 1848 року у складі Аральської описової експедиції.
Під час зимівлі експедиції на цьому острові він жив там від 26 жовтня 1848 року до кінця січня 1849.
Зима того року була сувора. Учасники експедиції жили в нашвидкоруч збудованому бараці.
Наприкінці січня Шевченко виїхав до Раїма.
Повернувся він на Косарал у квітні, а 6 травня експедиція знову вирушила досліджувати Аральське море.
29 червня вона повернулася на Косарал, а 19 липня знову вийшла в море.
Остаточно експедиція повернулася на Косарал 22 вересня 1849 року. Незабаром Шевченко разом з Олексієм Бутаковим та іншими її учасниками виїхав до Оренбурга через Раїм.

## Творчість Шевченка в період перебування на Косаралі

### Малярська діяльність
Максим Стріха. Шевченкове море, якого більше немає. Арал залишиться тільки в поезіях?
Під час перебування на острові Шевченко виконав численні зарисовки, рисунки, сепії та акварелі.
Акварелі:
- «Шхуни біля форту Косарал» (20,6 х 30);
- «Місячна ніч на Косаралі» (15 х 29,2);
- «Казахська стоянка на Косаралі» (13,7 х 22,7);

Сепії:
- «Укріплення Косарал взимку» (15,9 х 30,2; на звороті начерк цього самого твору олівцем);
- «Укріплення Косарал взимку» (15,9 х 30,7) та інші.

Рисунки олівцем:
- «Шхуни біля укріплення Косарал» (15,8 х 29,4); ліворуч унизу олівцем рукою Шевченка позначено: «21»);
- «Маяк на Косаралі» (15,8 х 23,3); ліворуч унизу олівцем авторський напис: «Маяк на Кос Арале».

Начерки:
- «Шхуни. Топографічні роботи на березі Косаралу» (12 х 20,8);
- «Укріплення Косарала та начерки голів» (15,9 х 30,7).

Усі художні твори зберігаються в Національному музеї Тараса Шевченка.

### Літературна діяльність
На Косаралі Шевченко написав багато поетичних творів, зокрема «Царі», «Марина (вірш Шевченка)», «Сотник», «Заступила чорна хмара», «Якби тобі довелося», «Ну що б, здавалося, слова», «І золотої й дорогої», «П. С.», «Хіба самому написать», «У Вільні, городі преславнім», «Готово! Парус розпустили...», «Буває, іноді старий …» та інші.

## Галерея

Косарал. Осінь 1848 року
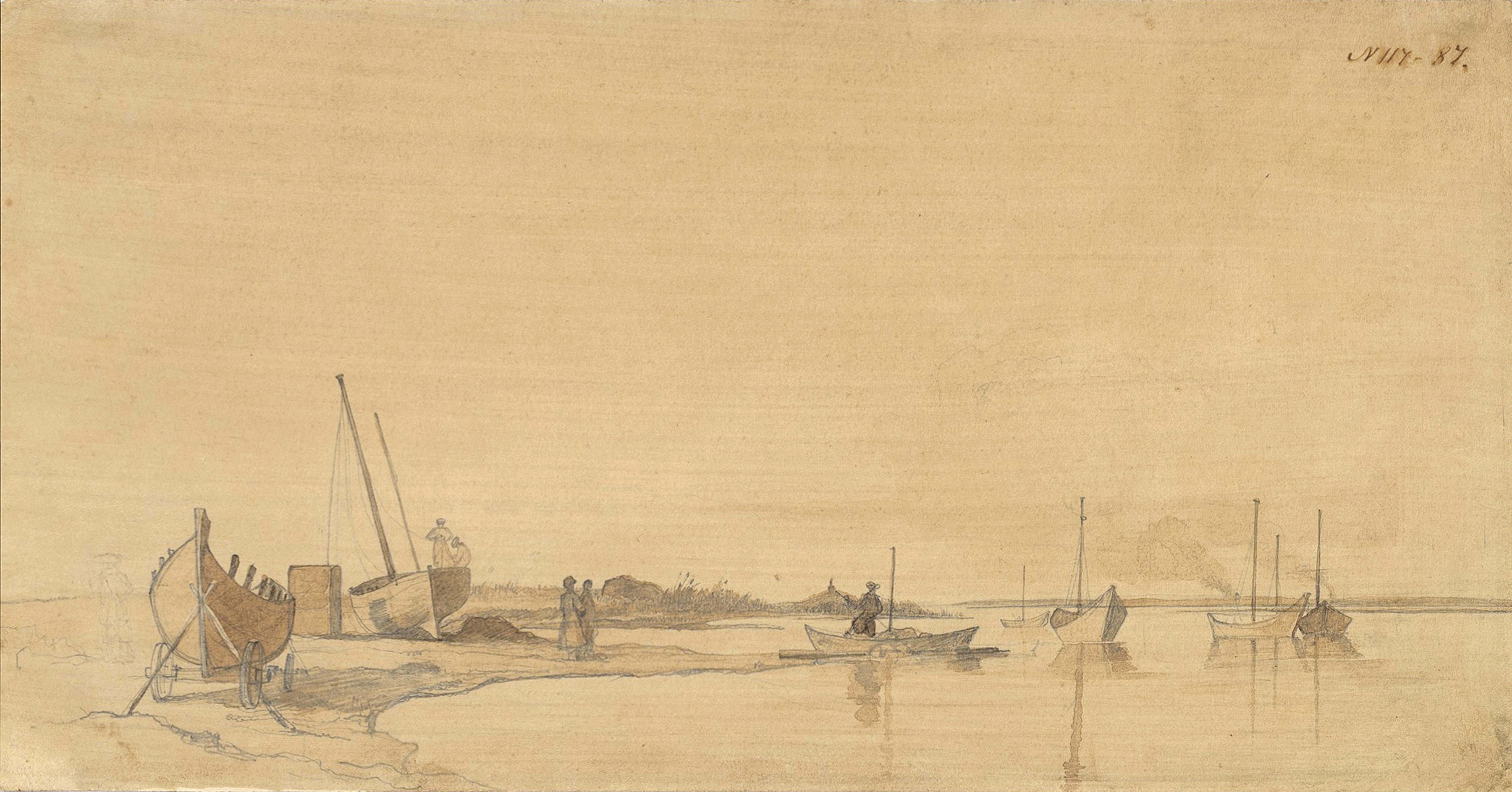
Відвантаживши судно дочиста, Бутаков протягнув його силою через мілину 26 вересня 1848 р...
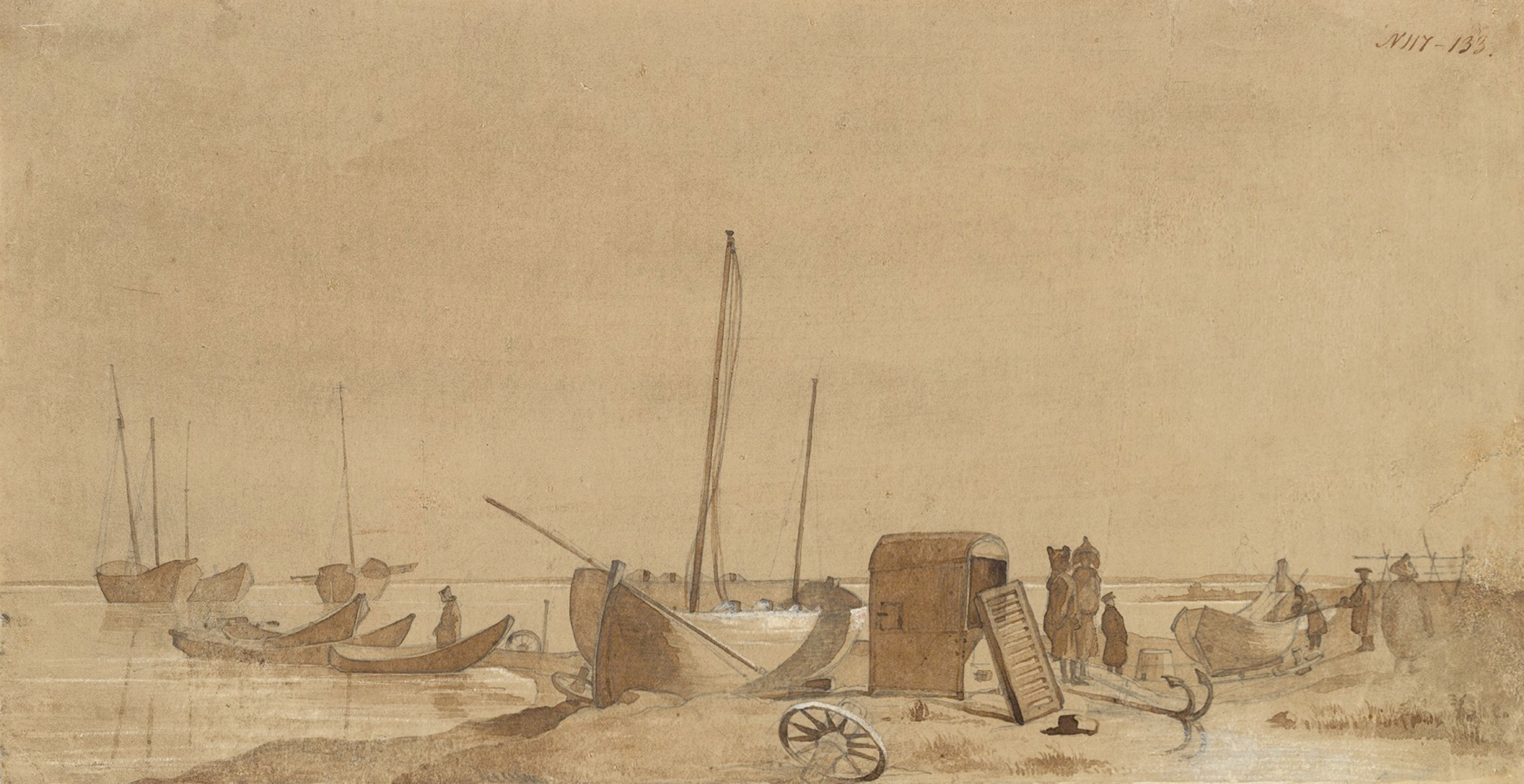
І зашвартувався у невеликій затоці ріки Сирдар’я навпроти укріплення Косарал
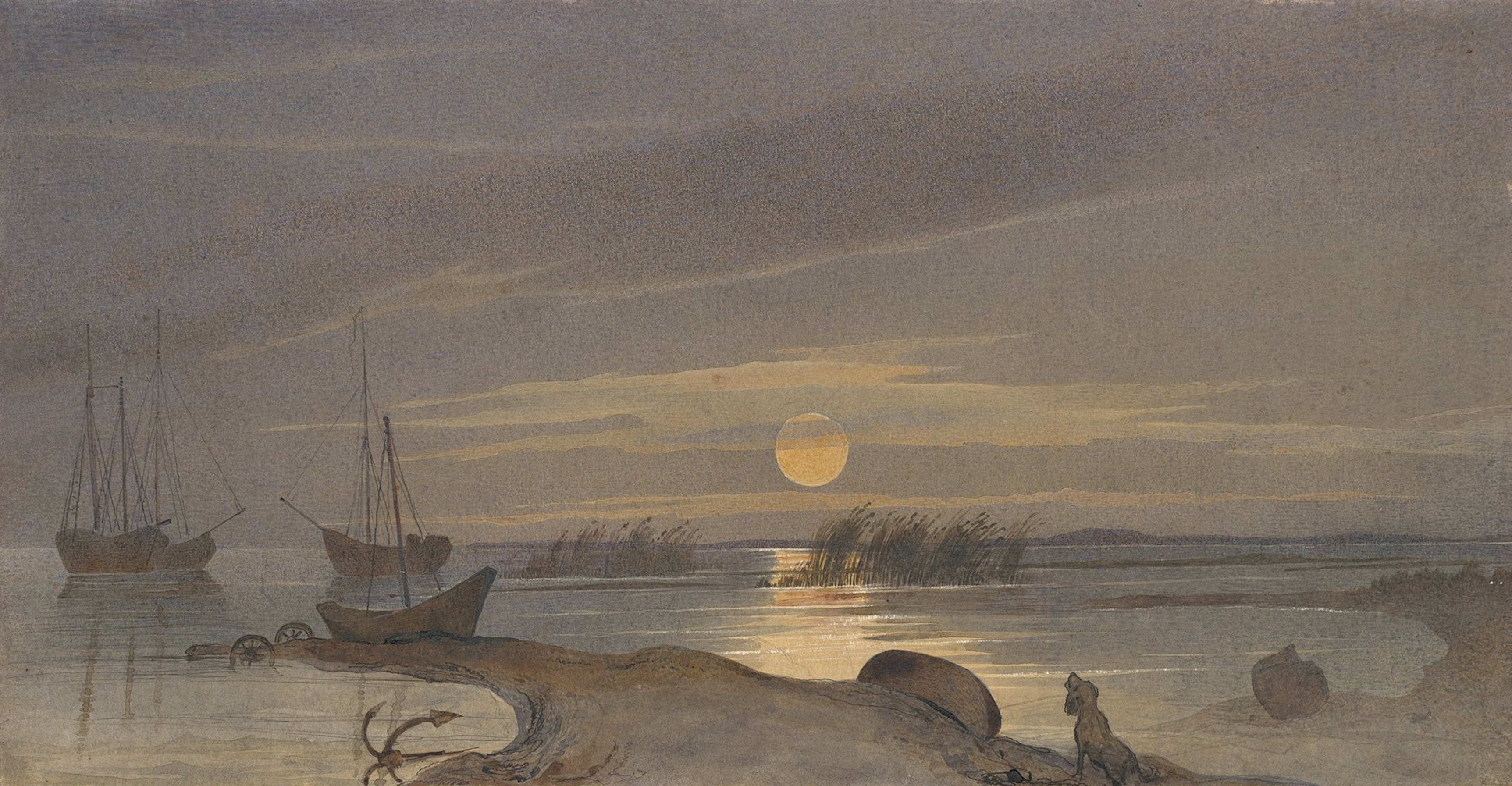
Місячна ніч на Косаралі 26 вересня 1848 р.
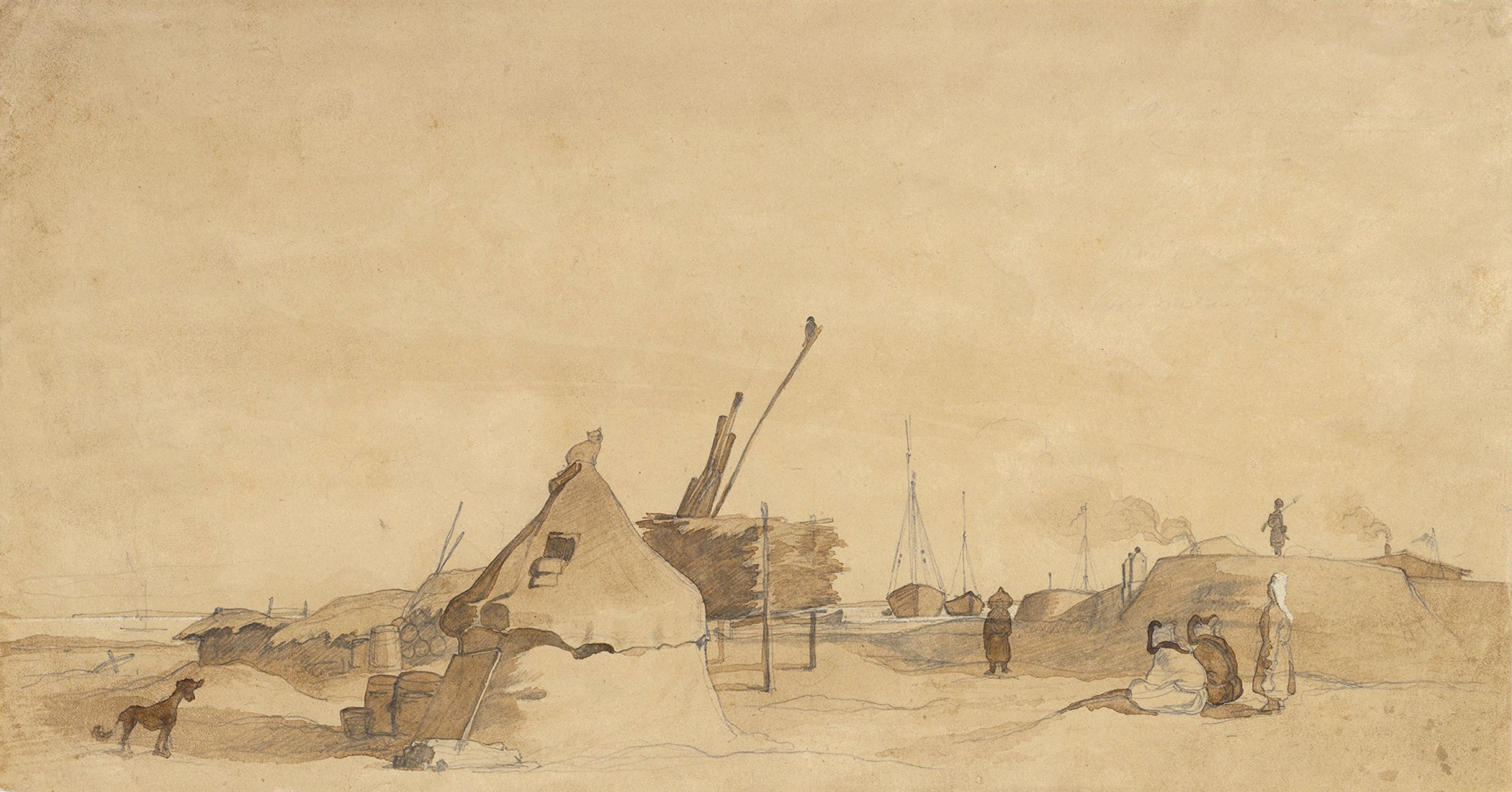
Форт Косарал восени 1848 р. Вид на північний барбет (на пд. схід)
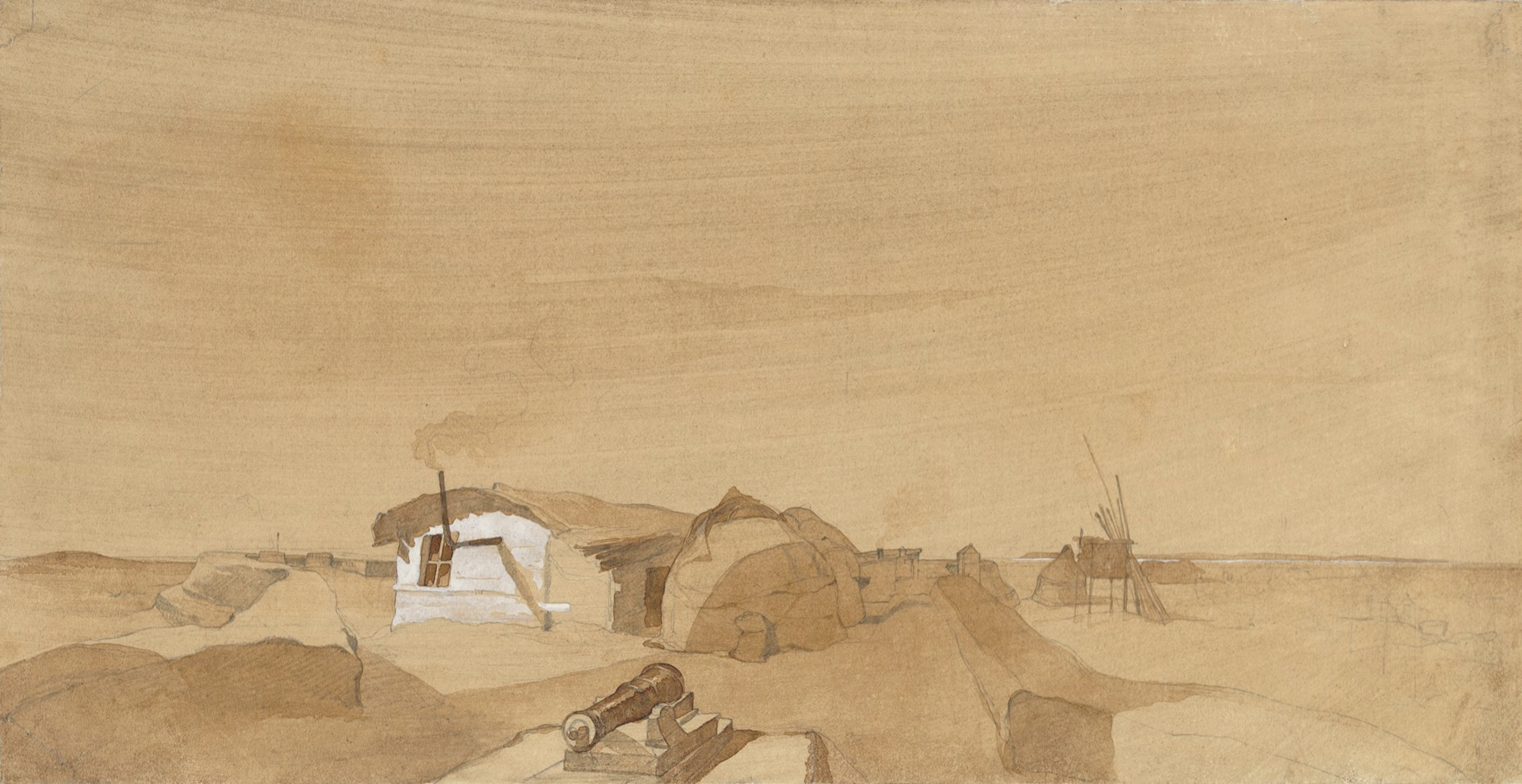
Форт Косарал восени 1848 року. Вид зі східного барбета (на захід)
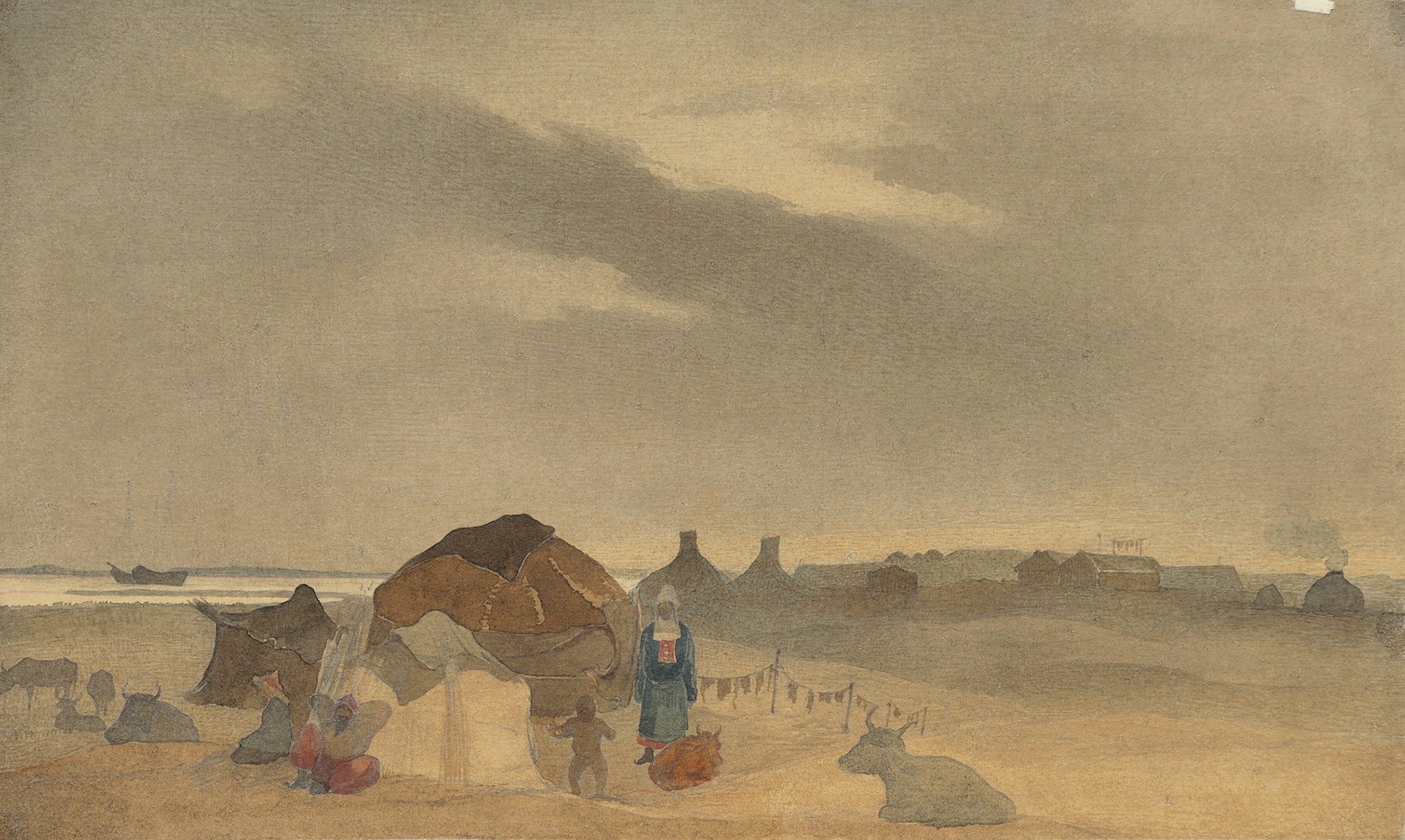
Казахська родина біля юрти на острові Косарал восени 1848 р. Вид на пд. схід
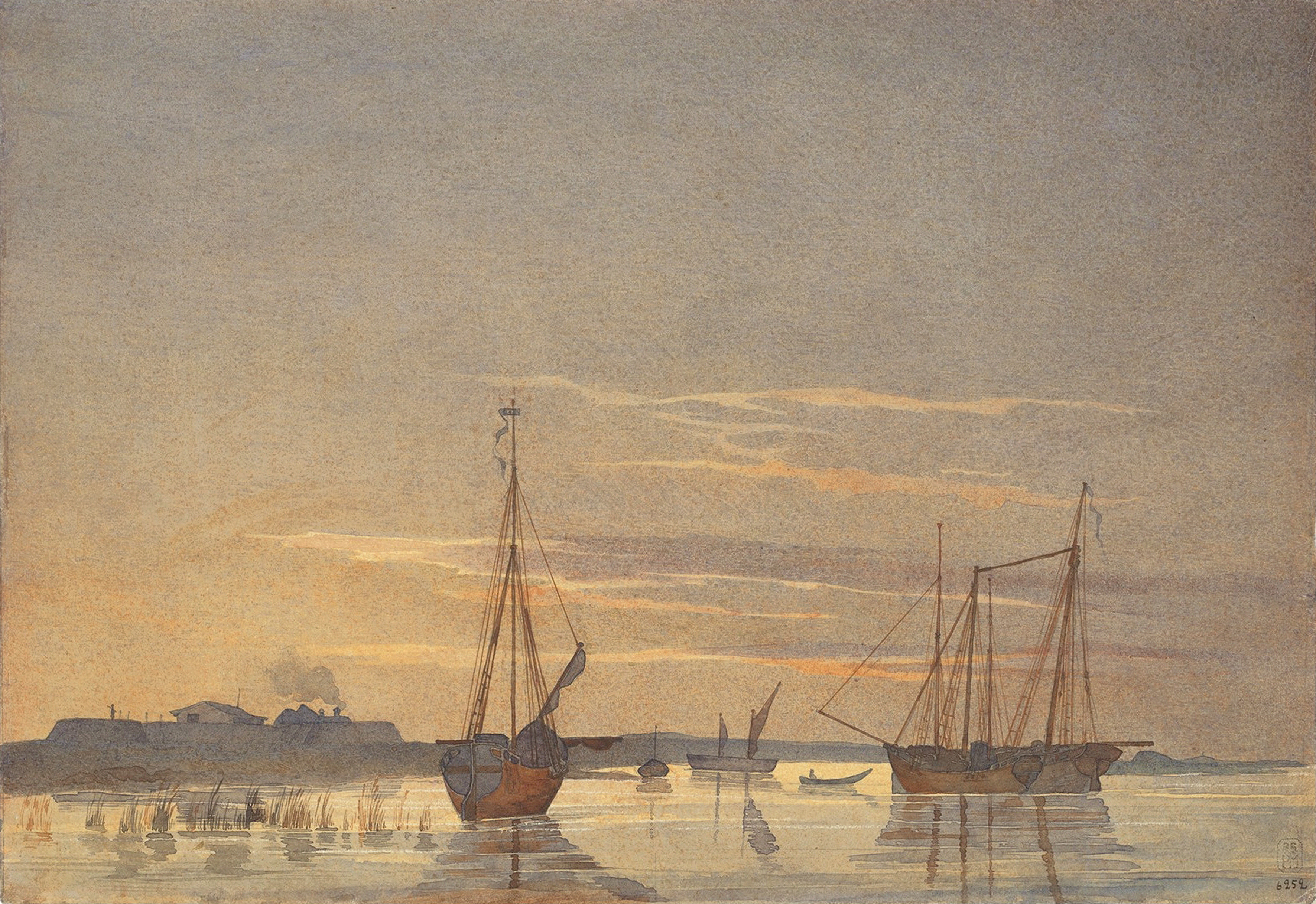
Шкуни біля форту Косарал восени 1848 року. Захід сонця
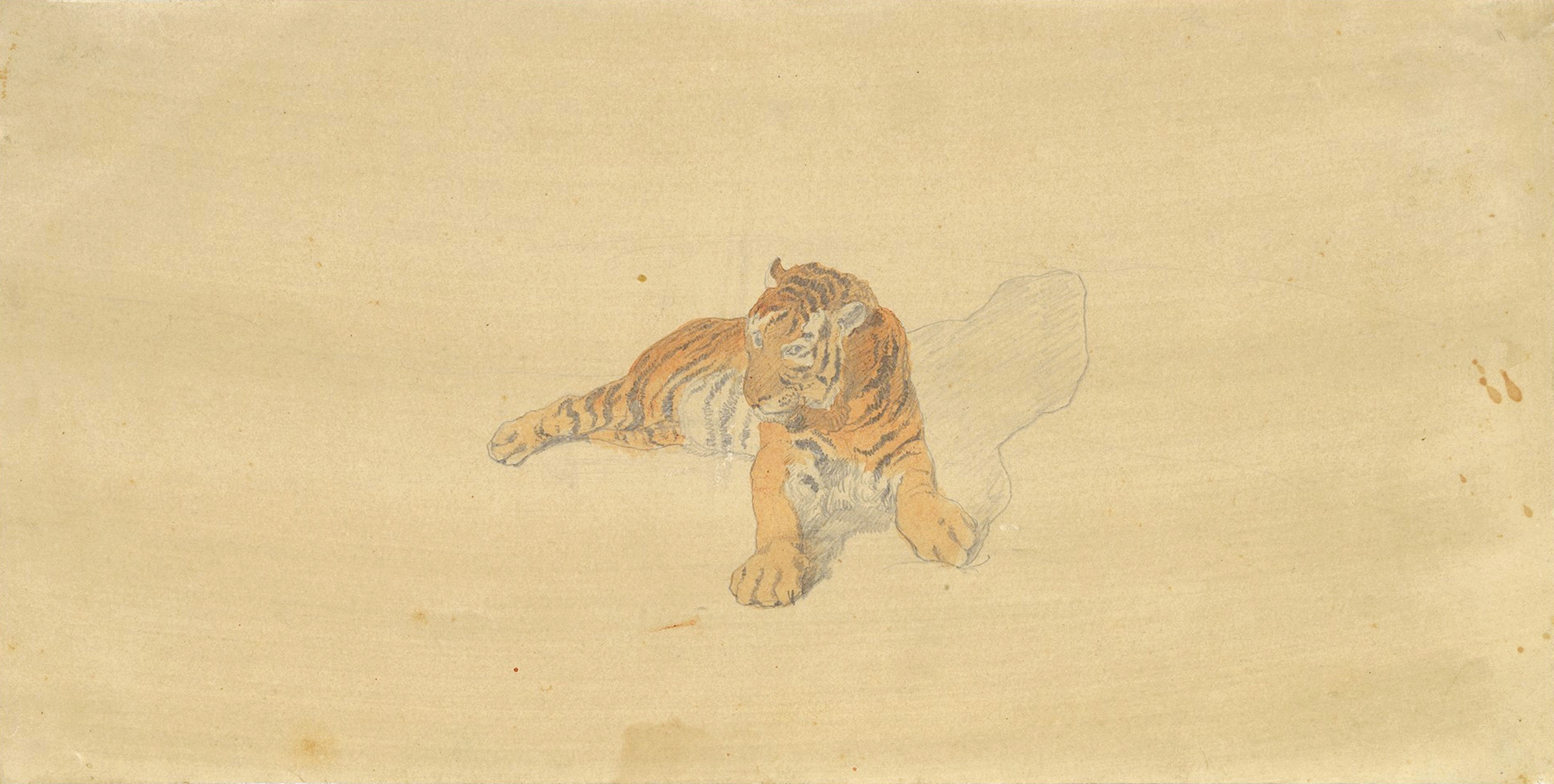
Тигр, якого вполювали на Косаральській косі 20 листопада 1848 р.
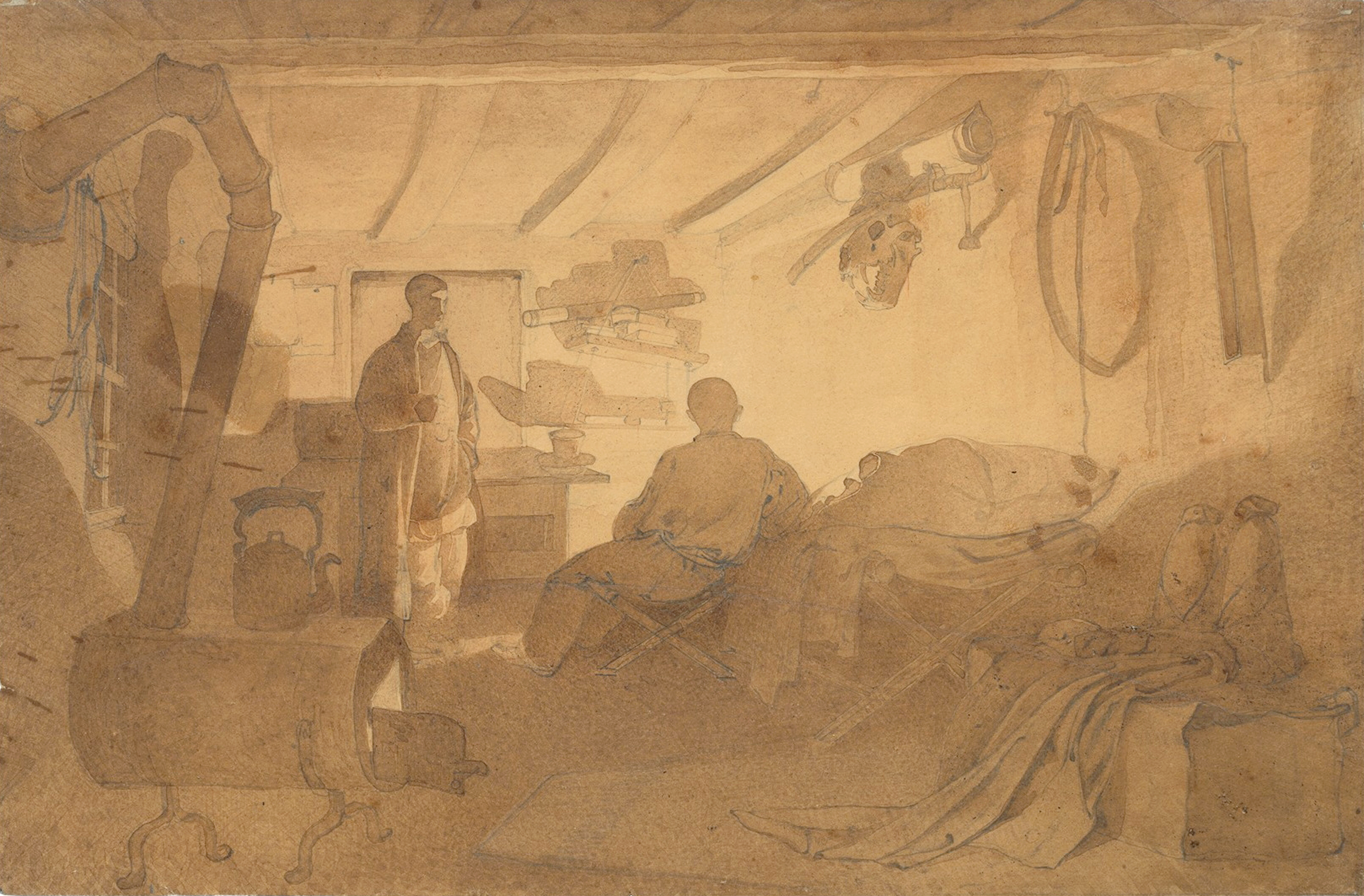
Лейтенант Олексій Бутаков і фельдшер Олександр Істомін після полювання на тигра